# Glendalough (zespół taneczny)
Zespół Tańca Irlandzkiego Glendalough – powstał w 2003 roku w Katowicach. Jest najdłużej działającym zespołem wykonującym taniec irlandzki na Śląsku. Nazwa Glendalough pochodzi od określenia krainy geograficznej we wschodniej Irlandii (irl. Gleann Da Loch, dosł. Dolina Dwóch Jezior). Większość aktualnego składu grupy to tancerze związani z zespołem od początku jego istnienia.
Zespół prezentuje autorskie choreografie, zarówno w miękkich butach (pumps), jak i step irlandzki. Tancerze Glendalough jako pierwsi w Polsce połączyli obie powyższe formy tańca w jednym układzie tanecznym. Obecnie najbardziej charakterystyczne dla działalności zespołu są fuzje tańca irlandzkiego z innymi stylami tańca, wywodzącymi się z różnych stron świata (tango argentyńskie, taniec orientalny, flamenco, jazz, słowiańskie tańce ludowe).
Zespół wielokrotnie występował z polskimi wykonawcami muzyki celtyckiej (m.in. Beltaine, Duan, Danar), prezentując układy do utworów wykonywanych na żywo. W 2010 roku członkowie zespołu wzięli udział w nagraniu do teledysku zespołu Beltaine – „Łódź by night”.
Od 2014 roku Glendalough współtworzy z zespołem Beltaine widowisko muzyczno-taneczne "Beltaine&Glendalough - muzyka i taniec".
Tancerze Glendalough byli wielokrotnie tytułowani w międzynarodowych zawodach w tańcu irlandzkim w Krakowie, Warszawie, Wiedniu i Pradze. W latach 2003–2005 członkiem zespołu był Michał Piotrowski, obecnie tancerz Lord of the Dance.
Oprócz krajowych i zagranicznych występów scenicznych, grupa prowadzi regularne warsztaty tańca irlandzkiego.

## Wybrane wydarzenia kulturalne z udziałem zespołu
- Podróże ponaddźwiękowe - Wyspa zielonej muzyki, czyli kurs na Irlandię - nagranie dla Polskiego Radia z zespołem Danar – Warszawa (2014)
- Koncert jubileuszowy z okazji 20-lecia tańca irlandzkiego i szkockiego w Polsce – Kraków (2013)
- Festiwal Celtycki Gotyk – Toruń (2013)
- Öland Celtic Irish Music Festival Borgholms Slottsruin – Szwecja (2012)
- Sharjah Water Festival – Zjednoczone Emiraty Arabskie (2011)
- Öland Celtic Irish Music Festival Skäftekärr "Open Air" – Szwecja (2011)
- Festiwal Muzyki Celtyckiej Zamek[1] – Będzin (2005, 2006, 2007, 2008, 2009, 2011, 2012, 2013, 2014, 2015)
- Festiwal Muzyki Celtyckiej ArtBem / ArtBem & Belatine Celtic Feast – Warszawa (2009, 2010)
- Festiwal Etno*C - Częstochowa (2010)
- Dni Kultury Rycerskiej – Bolków (2008, 2009)
- Euroszanty & Folk Festival – Sosnowiec (2008)
- Koncerty charytatywne Wielkiej Orkiestry Świątecznej Pomocy (2008, 2011, 2014, 2016)
- Dybuk Festival - Pyskowice (2008)
- Dni Irlandzkie – Toruń (2006, 2007)
- Raqs Tribal Festival – Kraków (2006)
- Międzynarodowy Festiwal Folkloru Ziem Górskich – Zakopane (2004)